# Herziene Statenvertaling
De Herziene Statenvertaling, afgekort HSV, is een "revisie" van de oude Statenvertaling uit 1637 in hedendaags Nederlands.

## Ontstaan
Op initiatief van het hoofdbestuur van de Gereformeerde Bond heeft de Stichting Herziene Statenvertaling de Statenvertaling van de Bijbel herzien. Met deze herziening, waaraan in 2002 werd begonnen, wordt beoogd de interesse van de huidige en komende generatie bij de Statenvertaling te bewaren. De medewerkers aan deze herziening waren neerlandici, predikanten uit verschillende kerken en daarnaast ook kenners van de Bijbelse grondteksten. Zij deden dit werk pro Deo.
In 2004 verscheen de eerste deeluitgave. Deze deeluitgave bevatte de Bijbelboeken Genesis, Psalmen en een aantal uit het Nieuwe Testament. Op 9 december 2006 werd in Gouda de tweede deeluitgave gepresenteerd. Deze paarse uitgave bevatte alle Bijbelboeken van het Nieuwe Testament en vier Bijbelboeken van het Oude Testament: Genesis, Exodus, Deuteronomium en de Psalmen. Op de website werden ook steeds de Bijbelboeken van het Oude Testament geplaatst die gereed waren.
Op 4 december 2010 is de Herziene Statenvertaling officieel gepresenteerd in de Grote Kerk te Dordrecht. Voor deze plaats was gekozen omdat hier op de in 1618–1619 gehouden Synode van Dordrecht de opdracht was gegeven tot de oorspronkelijke „Statenvertaling”. Hoewel de verkoop officieel vanaf 10 uur die dag was toegestaan, lag de HSV al vanaf 1 december in veel winkels. Op 11 december is de Bijbel ook officieel in Vlaanderen gepresenteerd.
Sinds de eerste editie van de Herziene Statenvertaling van 2010 zijn er vele reacties en suggesties gekomen op de tekst. Die zijn alle verzameld en een werkgroep heeft deze bekeken en beoordeeld. Op deze manier zijn er verbeteringen aangebracht in de tekst en de voetnoten. De verbeterde editie is te herkennen aan het colofon: Tekst © 2010/2016 Stichting HSV.

## Kenmerken van de Herziene Statenvertaling
Bij de aanvang van het project heeft het bestuur van de Stichting HSV in overleg met het hoofdbestuur van de Gereformeerde Bond een aantal richtlijnen vastgesteld waaraan de herziening van de Statenvertaling moet voldoen. In de loop van het proces zijn deze richtlijnen nog wel aangepast. Het gaat om de volgende richtlijnen:
- In principe wordt dezelfde brontekst gevolgd als die van de Statenvertalers. Al is bij het Oude Testament wel gebruikgemaakt van de inzichten uit de bestudering van de Dode Zee-rollen.
- Van de Statenvertaling maakte men gebruik van de Ravensteyneditie van de Statenvertaling.
- Consistentie bevorderen (In veel opzichten is de HSV dan ook consistenter te noemen dan de SV).
- Leestekens gebruiken (In specifieke gevallen is een woord uit de oorspronkelijke tekst vertaald met een leesteken, omdat het woord geen goede Nederlandse vertaling is).
- Cursiveren van woorden die uit noodzakelijkheid zijn toegevoegd.
- Hoofdlettergebruik (Verwijzingen naar God de Vader, Jezus Christus en de Heilige Geest gebruiken de zogenaamde “eerbiedskapitaal”: hoofdletters om aan te geven dat een woord naar God verwijst).
- Voetnoten (Waar het niet mogelijk is om strikt letterlijk te vertalen zonder een onbegrijpelijke zin in het Nederlands te krijgen is minder letterlijk vertaald en geeft de voetnoot weer wat er letterlijk in de grondtekst staat).
- Geen naamvallen (op enkele uitzonderingen in bekende uitdrukkingen na).
- Geen aanvoegende en gebiedende wijs (op enkele uitzonderingen na).
- Spelling van namen (Op enkele uitzonderingen na is de spelling van de Statenvertaling gehandhaafd)
- Tutoyeren en vousvoyeren (Gelet op het verheven karakter van de Bijbel als het Woord van God hebben de herzieners in principe gekozen te vousvoyeren en is de aanspreekvorm ‘gij’ ‘u’ geworden).
- Nieuwere inzichten op grammatica verwerken.
- Idiomatische uitdrukkingen worden minder letterlijk vertaald, zodat de betekenis in de doeltaal beter tot haar recht komt.
- Bij gevoelige begrippen is men extra voorzichtig geweest (zoals zalig en verdoemenis).
- Het onderscheid tussen proza en poëzie moet duidelijk herkenbaar worden gemaakt.[2]

## Kritiek

### Kritiek van bevindelijk gereformeerden
Er is kritiek geleverd op de herziene vertaling vanuit de hoek van de bevindelijk gereformeerden. Zo wil de van deze kerkelijke stroming uitgaande Gereformeerde Bijbelstichting aan de Statenvertaling vasthouden. Volgens deze zouden de veranderingen in de Herziene Statenvertaling dermate vergaand zijn dat er in feite sprake is van een nieuwe vertaling (wat voor hen zeer problematisch is). Er zijn woorden toegevoegd, zinsbouw is gewijzigd en er zijn op veel plaatsen andere vertalingen doorgevoerd van woorden. Zo noemde voorzitter Bert Scholten het vervangen van het oude woord 'gij' door 'u' "een verarming", daar volgens hem het "toch voor iedereen tegenwoordig volkomen duidelijk is wat met ”gij” bedoeld wordt?" Hoewel men de noodzakelijkheid van deze herziening van de Statenvertaling niet inzag, verleende de Gereformeerde Bijbelstichting later wel medewerking aan de totstandkoming van de 'Bijbel met uitleg' van uitgeverij De Banier.
De generale synode van de Gereformeerde Gemeenten heeft in 2007 het besluit genomen om deze vertaling af te wijzen voor gebruik in de kerk, verenigingen en huiselijk gebruik. Dit is in 2010 nogmaals bevestigd. In 2023 besloot de reformatorische scholengemeenstap Driestar-Wartburg om voortaan ook het gebruik van de HSV toe te staan in de klas, naast de Statenvertaling. Het besluit werd gemengd ontvangen in de achterban; het bestuur van de reformatorische Pieter Zandt Scholengemeenschap liet weten nog steeds enkel de Statenvertaling te gebruiken en een petitie om terug te keren naar de Statenvertaling werd breed gedeeld. Vanuit de hoek van de Gereformeerde Gemeenten en de Gereformeerde Bijbelstichting kwam ook kritiek op het besluit.
De generale synode van de Hersteld Hervormde Kerk ontraadde voorheen gemeenten het gebruik van de Herziene Statenvertaling. De synode kwam tot dit advies in 2012 naar aanleiding van het rapport van een studiecommissie die in het leven was geroepen om de synode van advies te dienen. Dat betekende wel dat de gemeentes op lokaal niveau er vrij in waren om deze vertaling te gebruiken. Anno 2022 zijn er diverse gemeenten binnen de HHK die de Herziene Statenvertaling in de eredienst gebruiken. Bekende personen binnen het kerkverband hebben de laatste jaren laten doorschemeren dat een hedendaagse vertaling nodig is om het woord te blijven verstaan. Onder andere de Hersteld Hervormde predikant dr. Pieter de Vries ziet het gebruik en het lezen van de HSV nu als enige optie wanneer men zich het verouderde taalkleed van de Statenvertaling niet eigen kan maken. Citaat in het Reformatorische Dagblad:  "Als men een Bijbelvertaling wil gebruiken die dicht bij de brontalen blijft en zich het verouderde taalkleed van de edities van Jongbloed of de GBS niet eigen kan maken, is in de huidige situatie de HSV de enige optie" aldus dr. De Vries. In juni 2025 besloot de synode de HSV niet meer te ontraden, hoewel de Statenvertaling aanbevolen blijft. De generale synode van de Christelijke Gereformeerde Kerken, die ook veel bevindelijk gereformeerde kerken vertegenwoordigt, heeft deze vertaling ook vrijgegeven voor gebruik in hun kerken.

### Kritiek van Bijbelwetenschappers
Het Nieuwe Testament is in de Herziene Statenvertaling een vertaling van de Textus Receptus, volgens vele wetenschappers een niet-optimale variant van de Byzantijnse tekst. Het was echter de beste tekst die Erasmus en de Statenvertalers in hun tijd ter beschikking hadden. In de afgelopen vier eeuwen zijn echter vele oudere handschriften ontdekt, die dus ook dichter bij de oorspronkelijke tekst staan dan de teksten die de Statenvertalers ter beschikking hadden. Bekende voorbeelden van oudere teksten zijn de Codex Vaticanus; de Codex Sinaïticus, de Bodmer papyri 66 en Papyrus 75; de Chester Beatty papyri 45, 46 en 47; en nog vele andere. Vele wetenschappers zijn van mening dat daarmee de oorspronkelijke tekst nauwkeuriger te reconstrueren is. Om de nieuwe vertaling acceptabel te laten blijven voor een zo groot mogelijk deel van de achterban, heeft men hiervan voor het Nieuwe Testament geen gebruik willen maken. Ook het Comma Johanneum is opgenomen. In het Oude Testament maakten de herzieners van deze HSV overigens wel gebruik van de Dode-Zeerollen om onduidelijke passages beter te kunnen vertalen.